# Meiringen
Meiringen är en ort och kommun i distriktet Interlaken-Oberhasli i kantonen Bern, Schweiz. Kommunen har 4 798 invånare (2023). Enligt sägen skapades bakverket maräng av en medeltida italiensk kock i Meiringen. 

## Sherlock Holmes
Meiringen är känt för att det är platsen för den slutliga uppgörelsen mellan Sherlock Holmes och professor Moriarty. Se Det sista problemet.